# Leonetto Cipriani
Il conte Leonetto Cipriani (Centuri, 16 ottobre 1812 – Centuri, 10 maggio 1888) è stato un politico francese, corso ma cittadino italiano secondo la normativa dell'epoca.

## Biografia
Nato nel paese di Centuri, porto situato nel promontorio della Corsica nord-occidentale, da Matteo e Caterina Caracciolo (di origine toscana lui, napoletana lei), da un ramo della famiglia Cipriani fervidamente simpatizzante di Napoleone Bonaparte, alla caduta del quale,  si convinse a lasciare l'isola (e la Francia) ed a trasferirsi a Livorno per dedicarsi alle proprie multiformi occupazioni imprenditoriali. Il padre emigrò nel 1816, seguito dalla moglie coi primi due figli, Leonetto e Pietro, nel 1822.  Due anni dopo il giovane Leonetto fu iscritto al collegio di Santa Caterina di Pisa, dimostrandosi ben presto uno studente assai poco docile. Conclusi gli studi nel 1830 seguì l'esercito francese diretto ad Algeri. Nell'armata francese si distinse al punto tale da diventare un protetto del generale Juchéreau de Saint Denis e dopo la partenza di quest'ultimo Cipriani rimase ad Algeri dove si era innamorato di una concubina del locale Dey di origini genovesi con la quale fuggì successivamente in Italia. Tuttavia la ragazza morì prematuramente e il giovane Cipriani decise di partire per il continente americano giungendo a Trinidad nelle Antille per seguire personalmente alcune attività commerciali per conto della famiglia; attività che gli fruttarono circa sei milioni di franchi d'oro.
Nel 1848, durante la prima guerra d'indipendenza, partecipò alla battaglia di Curtatone (1848) e l'anno dopo alla sfortunata battaglia di Novara (1849).
Dal 1852 al 1855 fu console del Regno di Sardegna a Belmont (California). Di questa esperienza negli Stati Uniti ci lascia una piccola testimonianza Gwinn Harris Heap, futuro console degli Stati Uniti a Belfast, Tunisi e Costantinopoli. Heap racconta di aver incontrato Cipriani ("un gentiluomo molto cortese,  il conte Cypriani (sic), ex governatore di Livorno") nel 1853, a Westport, California. Entrambi erano in procinto di partire verso la California con due spedizioni scientifiche differenti.
Durante la seconda guerra d'indipendenza divenne membro del quartier generale di Napoleone III.
Nel 1859 partecipò al "Convegno segreto di Scanello" che si svolse a Palazzo Loup, volto all'unificazione doganale e monetaria dei vari regni e ducati che formavano la struttura politica del centro-nord Italia alla vigilia della riunificazione del Regno. Nell'agosto dello stesso anno fu inviato da Vittorio Emanuele a Bologna, dove prese il titolo di "Governatore generale delle Romagne", con l'incarico di governare l'ex Legazione delle Romagne in vista dell'annessione al Regno di Sardegna. Cosa che avvenne con i plebisciti d'annessione al Regno di Sardegna (11-12 marzo 1860), in questo periodo entra anche in conflitto con l'arcivescovo di Bologna, monsignor Michele Viale Prelà, còrso come lui.
Nel 1865 divenne Senatore del Regno d'Italia, nel 1870 dopo l'occupazione dello Stato Pontificio in seguito alla Presa di Roma fece pressioni sul re d'Italia Vittorio Emanuele II per occupare la Corsica, ma tutto questo risultò vano.
Nel 1882, in disaccordo con la firma della Triplice Alleanza dato che riteneva l'Austria il nemico "storico" dell'Italia, decise di ritirarsi a vita privata nel suo paese natale in Corsica nella frazione di Ortinoli di Centuri dove costruì un castello in stile neomedievale.
Si sposò una prima volta con Mary Worthington, americana di Baltimora, che morì dando alla luce il figlio Leonetto. Dal suo secondo matrimonio con Maria Napoleoni, del Capocorso, ebbe Alessandro, Marie moglie di Dominique Tomasi e Angéline moglie di Antonio Tomasi.
Il suo archivio è conservato presso la Biblioteca di storia e cultura del Piemonte "Giuseppe Grosso" di Torino.

## Opere
- Leonetto Cipriani, Avventure della mia vita, 2 voll., a cura di Leonardo Mordini, Bologna, Zanichelli, 1934; Mémoires, 1876 in francese e italiano.